# 执法人员
執法人員是指执行法律的公共部门雇员、國家機關和政府的公務員。一般来说，警察、城管、海关人员、特别探员、边境巡逻员、執達吏、治安官、獄警、校园警察等都屬於執法人員。保安员或警卫员通常不是执法人员，除非他们被授予执行特定法律的权力。